# Teatro Brunet

Haupteingang

Das Brunet-Theater (spanisch: Teatro Brunet) war im 19. Jahrhundert das Haupttheater des damaligen Dorfes Trinidad in Kuba. Heute sind nur noch seine Ruinen erhalten.

## Geschichte
Anfang des 19. Jh. florierte die Stadt Trinidad wirtschaftlich und entwickelte sich vom Dorf zu einer wohlhabenden Stadt aufgrund des Zuckeranbaus und des damit verbundenen Sklavenhandels. Bis Mitte des 19. Jh. war Trinidad eine der bedeutendsten Zuckermetropolen Kubas. Daneben blühten Tabakanbau und Viehzucht, sodass sich die Bevölkerung zwischen 1780 und 1830 vervierfachte. 
1839 erhielt Graf Brunet, ein angesehener Bürger der Stadt, vom Generalkapitän der Insel einen Vertrag zum Bau des Theaters, das 1840 eröffnet und nach seinem Besitzer, Graf Brunet, benannt wurde. Im Jahr 1849 kaufte es Don Justo Germán Cantero dem  Historiker der Stadt Trinidad Manuel de J. Béquer zufolge für 17.000 Pesos. Das Theater blieb bis etwa 1883 in Familienbesitz.
Um die 1860er Jahre geriet die Stadt Trinidad in eine tiefe Wirtschaftskrise, aus der sie sich nie mehr erholte und in einen Zustand der Stagnation geriet. Trotz dieser Situation blieb das Theater für den Rest des Jahrhunderts aktiv und gab viele Aufführungen bedeutender Theatergruppen.
Wie andere wichtige kubanische Theater dieser Zeit unterbrach das Brunet seine Aufführungen mit dem Ausbruch des Zehnjährigen Krieges (1868–1878) und wurde in eine Kaserne der spanischen Armee umgewandelt, was seine Struktur beschädigte. Nach Kriegsende nahm das Theater seine Arbeit wieder auf, wurde aber mit dem Beginn des Notstandskrieges (1895–1898) wieder geschlossen.
Während dieses Krieges demontierte die spanische Armee einen Teil der Struktur und suchte nach Metall, um Kugeln zu schmelzen. Dies führte zum Einsturz des Daches. Nach dem Ende dieses Krieges war das Gebäude bereits stark verfallen, so dass es seine Funktionen nicht mehr wieder aufgenommen hat. Was von dem Bauwerk übrig blieb, stürzte 1901 ein, nur die Ruinen des Eingangs blieben erhalten.